# Seia (freguesia)
A Freguesia de Seia é uma antiga e extinta freguesia portuguesa do Município de Seia, na antiga província da Beira Alta, região do Centro e sub-região da Serra da Estrela, que tinha 19,77 km² de área e 6342 habitantes (2011), e, por isso, uma densidade populacional de 320,8 hab/km².
Foi extinta e agregada às freguesias de São Romão e Lapa dos Dinheiros, criando-se a União das Freguesias de Seia, São Romão e Lapa dos Dinheiros.

## População
★ Nos anos de 1911 a 1930 a freguesia de Sabugueiro estava anexada à freguesia de Seia. Pelo decreto-lei nº 27424, de 31/12/1936 foi extinta a freguesia de Sabugueiro e incluídos os seus lugares na de Seia. Pelo decreto-lei nº 35676, de 31/05/1946 aquela freguesia passou de novo a ter autonomia, ficando com lugares desanexados da Freguesia de Seia.

| Totais e grupos etários | Totais e grupos etários | Totais e grupos etários | Totais e grupos etários | Totais e grupos etários | Totais e grupos etários | Totais e grupos etários | Totais e grupos etários | Totais e grupos etários | Totais e grupos etários | Totais e grupos etários | Totais e grupos etários | Totais e grupos etários | Totais e grupos etários | Totais e grupos etários | Totais e grupos etários |
| ----------------------- | ----------------------- | ----------------------- | ----------------------- | ----------------------- | ----------------------- | ----------------------- | ----------------------- | ----------------------- | ----------------------- | ----------------------- | ----------------------- | ----------------------- | ----------------------- | ----------------------- | ----------------------- |
|                         | 1864                    | 1878                    | 1890                    | 1900                    | 1911                    | 1920                    | 1930                    | 1940                    | 1950                    | 1960                    | 1970                    | 1981                    | 1991                    | 2001                    | 2011                    |
| Total                   | 2 199                   | 2 320                   | 2 637                   | 2 759                   | 3 169                   | 3 269                   | 3 470                   | 3 728                   | 3 340                   | 3 457                   | 4 173                   | 5 675                   | 6 465                   | 6 928                   | 6 342                   |

| 0-14 anos    | 15-24 anos | 25-64 anos     | 65 e + anos  |
| 1 146 \| 870 | 990 \| 685 | 3 799 \| 3 588 | 993 \| 1 199 |
| -24%         | -31%       | -6%            | +21%         |

## Personalidades ilustres
- Conde de Seia
- Conde de Seia (Moderno)

## Património
- Capela de São Pedro
- Casa das Obras
- Casa da cerca de Santa Rita e capela anexa, Museu do Brinquedo de Seia
- Solar de Botelhos e cerca
- Castelo de Seia